# Eupromus laosensis
Eupromus laosensis là một loài bọ cánh cứng trong họ Cerambycidae.